# Ramón Calderón Batres
Ramón Calderón Batres (La Luz, Michoacán, México, 29 de outubro de 1938) é bispo emérito de Linares.
Ramón Calderón Batres foi ordenado sacerdote em 1º de julho de 1962.
O Papa João Paulo II o nomeou Bispo de Linares em 12 de fevereiro de 1988. A consagração episcopal doou-lhe o núncio apostólico no México, Girolamo Prigione, em 25 de março do mesmo ano; Os co-consagrantes foram Adolfo Antonio Suárez Rivera, Arcebispo de Monterrey, e Rafael Gallardo García OSA, Bispo de Tampico.
Em 19 de novembro de 2014, o Papa Francisco aceitou sua aposentadoria por motivos de idade.